# Cigarral
Se llama cigarrales a las fincas señoriales de recreo situadas en la orilla sur del río Tajo a su paso por la ciudad española de Toledo, con una construcción principal destinada a vivienda de recreo, un edificio secundario para los guardeses (cigarraleros) que cuidan de la casa al ser segunda residencia y, lo más importante y característico, su amplio terreno de campo, que está limitado a un mínimo de 3500 m², siendo lo común hasta mitad del siglo XX superficies en torno a los 20 000 m².
El origen de la palabra cigarral es incierto. La versión más frecuente es la habitual presencia de cigarras en los meses de verano, que eran los de principal uso de estas residencias. Existen otras versiones que relacionan el origen de la palabra a la conjunción de dos palabras árabes que se refieren a casa de recreo.

## Historia
Los cigarrales son descritos por el historiador y cronista toledano Antonio Martín Gamero de la siguiente manera:

A todos vientos, principalmente en la larga cordillera semicircular que al sur-oeste circunda á Toledo, se conocen en esta ciudad unas posesiones cercadas, de no muy grande estension, quintas por lo general de menos provecho que recreo, donde la naturaleza entró con el arte en competencia para ostentar sus galas y atractivos.
Martín Gamero, 1857, p. 17

Entre los cigarrales de Toledo se encuentran algunos como el cigarral del cardenal Quiroga, el cigarral de Menores o el cigarral del Santo Ángel Custodio.
Se da como momento cierto de origen a mediados del siglo XV. Una vez apaciguados los enfrentamientos entre los reinos árabes y cristianos, algunos importantes miembros de la cúpula eclesial comienzan a comprar terrenos al otro lado del río, en su orilla sur, y pasan las temporadas del estío en dichas fincas.
A mitad del siglo XVII se destinan los terrenos de los cigarrales a plantación de frutales, siendo este uso secundario el que permitiría un mantenimiento de las fincas.
El uso de segunda residencia para la burguesía toledana permaneció hasta mitad del siglo XX en que, al no ser rentables las grandes superficies y altísimo el costo de mantenimiento de estas fincas, se comienzan a subdividir en parcelas de menor tamaño.
En 1994 entra en vigor el PECHT, Plan Especial del Casco Histórico, normativa urbanística del Centro de Toledo y el entorno del Tajo, que incluye el área de los cigarrales. A partir de esa fecha, con una más difícil parcelación de los grandes cigarrales, comienza un paulatino cambio de uso de la zona, perdiendo su cualidad de zona residencial, y toman el relevo hoteles y restaurantes que le confieren un carácter de zona terciaria destinada a alojar servicios de restauración. En el año 2006, ante el gran deterioro que estaba sufriendo la zona de los Cigarrales, con la transformación de usos, se presentó el primer avance del Plan Especial de Cigarrales, documento que proponía el PECHT para organizar urbanísticamente el entorno de los Cigarrales.

## Vecinos ilustres de los cigarrales
- Miguel de Cervantes sitúa en los Cigarrales a El quijote en uno de los capítulos a su paso por Toledo.
- Tirso de Molina escribe en 1621 su obra Los Cigarrales de Toledo.
- Galdós, gran amante de Toledo y los cigarrales, fue el que descubrió éstos a su amigo Gregorio Marañón.
- Gregorio Marañón